# Pittosporum paniculatum
Pittosporum paniculatum är en tvåhjärtbladig växtart som beskrevs av Adolphe-Théodore Brongniart och Gris. Pittosporum paniculatum ingår i släktet Pittosporum och familjen Pittosporaceae. Inga underarter finns listade.